# Михайловка (Венгеровский район)
Михайловка — исчезнувшая деревня в Венгеровском районе Новосибирской области России. На момент упразднения входила в состав Тартасского сельсовета. Исключена из учётных данных в 1977 году.

## География
Располагалась между озёрами Иваново и Собаркино, в 13 км к северо-западу от села Новый Тартас.

## История
Деревня была основана в 1896 году. В 1928 году состояла из 51 хозяйства. В административном отношении являлась центром Михайловского сельсовета Спасского района Барабинского округа Сибирского края. В деревне располагались школа 1-й ступени.
Решением Новосибирского облисполкома от 01.12.1977 г. № 799 деревня исключена из учётных данных как фактически не существующая.

## Население
По переписи 1926 г. в деревне проживало 363 человек (183 мужчины и 180 женщин), основное население — украинцы.